# Coupe Challenger féminine de water-polo 2023-2024
Navigation
2024-2025
La saison 2023-2024 de la Coupe Challenger est la 1re édition de la compétition de water-polo. Organisée par la LEN, elle met aux prises 14 équipes européennes de water-polo.

## Présentation

### Modalités
La compétition de water-polo commence par une phase préliminaire où les équipes sont réparties en deux groupes de cinq équipes et un groupe de quatre équipes. Les matchs sont joués lors d'un tournoi chez une équipe hôte et les équipes de chaque groupe se rencontrent une fois.
Le classement lors de ces phases de groupes est calculé avec le barème de points suivant :
- la victoire vaut trois points,
- la victoire aux tirs au but vaut deux points,
- la défaite aux tirs au but vaut un point,
- la défaite vaut zéro point.

En cas de match nul, à la fin du temps réglementaire, une séance de tirs au but désigne le vainqueur du match.
Les deux meilleures équipes de chaque groupe se qualifient pour le Final 6, qui se déroulera sur un seul site : les équipes sont réparties dans deux groupes de trois. Les deux premiers de chaque groupe se qualifieront pour les demi-finales, les vainqueurs se retrouvant en finale.

## Tour de qualification
Les deux meilleures équipes de chaque groupe se qualifient pour le Final 6.

### Groupe A
Le tournoi se joue à Novi Sad au Serbie.
|   | Équipe                 | Pts | J | G | Gtab | Ptab | P | Bp | Bc | Diff | Dép          |
| - | ---------------------- | --- | - | - | ---- | ---- | - | -- | -- | ---- | ------------ |
| 1 | VK Jadran Split        | 9   | 4 | 3 | 0    | 0    | 1 | 67 | 45 | 22   | +4           |
| 2 | ŽAVK Mladost           | 9   | 4 | 3 | 0    | 0    | 1 | 78 | 37 | 41   | -2 (26 buts) |
| 3 | VK Vojvodina           | 9   | 4 | 3 | 0    | 0    | 1 | 56 | 38 | 18   | -2 (24 buts) |
| 4 | City of Manchester WPC | 3   | 4 | 1 | 0    | 0    | 3 | 42 | 47 | -5   | /            |
| 5 | ODTU Sport Club        | 0   | 4 | 0 | 0    | 0    | 4 | 21 | 97 | -76  | /            |

| Résultats (dom.\ext.) | Man.  | Mla.  | ODTU  | Spl.  | Voj. |
| City of Manchester WPC |       |       | 17-5  |       |      |
| ŽAVK Mladost | 16-8  |       |       |       |      |
| ODTU Sport Club |       | 1-36  |       |       |      |
| VK Jadran Split | 12-10 | 17-12 | 26-10 |       |      |
| VK Vojvodina | 14-7  | 11-14 | 18-5  | 13-12 |      |
| - Victoire à domicile - Victoire à domicile aux tirs au but - Victoire à l'extérieur aux tirs au but - Victoire à l'extérieur |       |       |       |       |      |

### Groupe B
Le tournoi se joue à Strakonice au République tchèque.
|   | Équipe                         | Pts | J | G | Gtab | Ptab | P | Bp | Bc | Diff | Dép |
| - | ------------------------------ | --- | - | - | ---- | ---- | - | -- | -- | ---- | --- |
| 1 | Izmir BSB SK                   | 9   | 3 | 3 | 0    | 0    | 0 | 64 | 24 | 40   | /   |
| 2 | Benfica Lisbonne               | 6   | 3 | 2 | 0    | 0    | 1 | 44 | 41 | 3    | /   |
| 3 | Järfälla Sim                   | 3   | 3 | 1 | 0    | 0    | 2 | 25 | 50 | -25  | /   |
| 4 | Asten Johnson Fezko Strakonice | 0   | 3 | 0 | 0    | 0    | 3 | 36 | 54 | -18  | /   |

| Résultats (dom.\ext.) | Izm.  | Jar.  | Lis.  | Str. |
| Izmir BSB SK |       | 21-3  |       |      |
| Järfälla Sim |       |       |       |      |
| Benfica Lisbonne | 10-19 | 17-9  |       |      |
| Asten Johnson Fezko Strakonice                                                                                                | 11-24 | 12-13 | 13-17 |      |
| - Victoire à domicile - Victoire à domicile aux tirs au but - Victoire à l'extérieur aux tirs au but - Victoire à l'extérieur |       |       |       |      |

### Groupe C
Le tournoi se joue à Bourgas au Bulgarie.
|   | Équipe                  | Pts | J | G | Gtab | Ptab | P | Bp | Bc | Diff | Dép |
| - | ----------------------- | --- | - | - | ---- | ---- | - | -- | -- | ---- | --- |
| 1 | VK Crvena Zvezda        | 12  | 4 | 4 | 0    | 0    | 0 | 62 | 31 | 31   | /   |
| 2 | Clube Fluvial Portuense | 9   | 4 | 3 | 0    | 0    | 1 | 38 | 33 | 5    | /   |
| 3 | Sirens A.S.C.           | 6   | 4 | 2 | 0    | 0    | 2 | 57 | 47 | 10   | /   |
| 4 | KVT Lokomotiv-N.Nanov   | 3   | 4 | 1 | 0    | 0    | 3 | 34 | 50 | -16  | /   |
| 5 | Otter SC                | 0   | 4 | 0 | 0    | 0    | 4 | 32 | 52 | -20  | /   |

| Résultats (dom.\ext.) | Crv. | Nan. | Ott.  | Por. | De Z. |
| VK Crvena Zvezda |      | 17-3 |       |      | 19-12 |
| KVT Lokomotiv-N.Nanov |      |      |       | 7-10 | 10-16 |
| Otter SC | 8-12 | 7-14 |       |      |       |
| Clube Fluvial Portuense | 8-14 |      | 12-7  |      |       |
| Sirens A.S.C. |      |      | 14-10 | 5-8  |       |
| - Victoire à domicile - Victoire à domicile aux tirs au but - Victoire à l'extérieur aux tirs au but - Victoire à l'extérieur |      |      |       |      |       |

## Final 6
Le tournoi se joue à Zagreb en Croatie du 24 au 26 novembre. Lors de la phase de groupe, la première équipe de chaque de chaque groupe se qualifie pour la finale, la seconde pour la petite finale et la dernière pour la 5e place.

### Groupe A
|   | Équipe           | Pts | J | G | Gtab | Ptab | P | Bp | Bc | Diff | Dép |
| - | ---------------- | --- | - | - | ---- | ---- | - | -- | -- | ---- | --- |
| 1 | VK Crvena Zvezda | 3   | 2 | 1 | 0    | 0    | 1 | 20 | 19 | 1    | /   |
| 2 | Benfica Lisbonne | 3   | 2 | 1 | 0    | 0    | 1 | 22 | 21 | 1    | /   |
| 3 | VK Jadran Split  | 3   | 2 | 1 | 0    | 0    | 1 | 17 | 19 | -2   | /   |

| Résultats (dom.\ext.) | Zve. | Spl. | Lis.  |
| VK Crvena Zvezda |      |      | 13-10 |
| VK Jadran Split | 9-7  |      |       |
| Benfica Lisbonne |      | 12-8 |       |
| - Victoire à domicile - Victoire à domicile aux tirs au but - Victoire à l'extérieur aux tirs au but - Victoire à l'extérieur |      |      |       |

### Groupe B
|   | Équipe                  | Pts | J | G | Gtab | Ptab | P | Bp | Bc | Diff | Dép |
| - | ----------------------- | --- | - | - | ---- | ---- | - | -- | -- | ---- | --- |
| 1 | Izmir BSB SK            | 6   | 2 | 2 | 0    | 0    | 0 | 30 | 17 | 13   | /   |
| 2 | ŽAVK Mladost            | 3   | 2 | 1 | 0    | 0    | 1 | 26 | 21 | 5    | /   |
| 3 | Clube Fluvial Portuense | 0   | 2 | 0 | 0    | 0    | 2 | 17 | 35 | -18  | /   |

| Résultats (dom.\ext.) | Izm. | Por. | Mla. |
| Izmir BSB SK |      |      | 12-9 |
| Clube Fluvial Portuense | 8-18 |      |      |
| ŽAVK Mladost |      | 17-9 |      |
| - Victoire à domicile - Victoire à domicile aux tirs au but - Victoire à l'extérieur aux tirs au but - Victoire à l'extérieur |      |      |      |

### Match pour la5eplace
| 26 novembre 2023 10h00 | VK Jadran Split        | 18 - 11              | Clube Fluvial Portuense               | Zagreb (Croatie) Arbitrage : Nikolett SAJBEN () Ioana PRODAN () |
| 26 novembre 2023 10h00 | Neli JANKOVIC (6 buts) | (5-1, 4-5, 6-1, 3-4) | Beatriz SANTOS FERNANDES PER (5 buts) | Zagreb (Croatie) Arbitrage : Nikolett SAJBEN () Ioana PRODAN () |
| 26 novembre 2023 10h00 | Rapport LEN            |                      |                                       | Zagreb (Croatie) Arbitrage : Nikolett SAJBEN () Ioana PRODAN () |

### Petite finale
| 26 novembre 2023 11h30 | Benfica Lisbonne           | 13 - 14              | ŽAVK Mladost                                                    | Zagreb (Croatie) Arbitrage : Martina KUNIKOVA () Ralf MUELLER () |
| 26 novembre 2023 11h30 | Noelia MORA PEREZ (8 buts) | (1-4, 0-2, 6-4, 6-4) | Petra BUKIC, Iva ROZIC, Matea SKELIN, Nina Maria MEDIC (3 buts) | Zagreb (Croatie) Arbitrage : Martina KUNIKOVA () Ralf MUELLER () |
| 26 novembre 2023 11h30 | Rapport LEN                |                      |                                                                 | Zagreb (Croatie) Arbitrage : Martina KUNIKOVA () Ralf MUELLER () |

### Finale
| 26 novembre 2023 13h00 | VK Crvena Zvezda         | 9 - 10               | Izmir BSB SK       | Zagreb (Croatie) Arbitrage : Marta CABANAS () Peter DE JONG () |
| 26 novembre 2023 13h00 | Jovana RADONJIC (4 buts) | (3-3, 1-3, 2-2, 3-2) | Kubra KUS (4 buts) | Zagreb (Croatie) Arbitrage : Marta CABANAS () Peter DE JONG () |
| 26 novembre 2023 13h00 | Rapport LEN              |                      |                    | Zagreb (Croatie) Arbitrage : Marta CABANAS () Peter DE JONG () |